# Grootvader

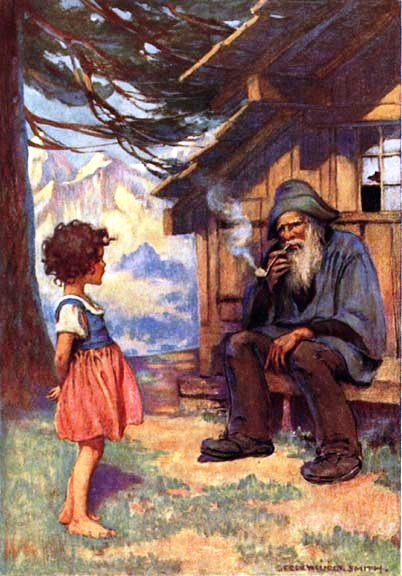
Heidi en haar grootvader

Een grootvader, grootpa of opa is een man die een kleinkind heeft.

## Synoniemen
In het Vlaams bestaan onder andere de synoniemen: bompa, pepe,
petje (of petjen of petj'n), pit, vava, vake en vokke. Er zijn zelfs twee televisieseries genoemd naar het dialectwoord bompa (Bompa en Chez Bompa Lawijt) en een liedje naar het dialectwoord vokke (zie De Strangers) en er is ook een liedje waarin het dialectwoord vava voorkomt.
Het woord opa, bompa of pepe wordt ook wel als koosnaam gebruikt voor een geliefd, ouder persoon, voor wie men respect heeft, maar kan ook een beledigende term zijn voor iemand die zich naar de mening van de spreker als een oude en gebrekkige, onhandige man gedraagt. Daarom kiezen grootouders op hun beurt weer andere namen. 
Pepe/peter <-> meme/meter wordt tegenwoordig ook gebruikt om een gekozen persoon die vroeger als dooppeter genoemd werd NU te associëren met een vriend, terwijl dit vroeger meestal de grootvader langs papa zijn kant was een de grootmoeder langs mama haar kant.
Zo zou het kunnen zijn dat het woord Pepe in de nabije toekomst meer gezien wordt als nabije vriend van een ouder.